# Ligne pectinéale du fémur
La ligne pectinéale du fémur (ou crête du pectiné ou crête pectinéale du fémur) est une crête osseuse située sur la face postérieure du fémur.
C'est une des trois bifurcations supérieures de la ligne âpre située entre la lèvre médiale de la ligne âpre et la lèvre latérale de la ligne âpre.
Elle se prolonge jusqu'à la base du petit trochanter et donne attache au muscle pectiné.